# Wayne Dyer
Wayne Dyer (Birmingham, 24 novembre 1977) è un ex calciatore montserratiano, di ruolo centrocampista.

## Carriera

### Club
Cresciuto nelle giovanili del Birmingham City, le sue migliori stagioni le ha passate nello Hinkley United, dove ha trascorso 3 anni con 88 presenze e 8 reti segnate.
Negli anni dal 2005 al 2007 ha giocato anche molto bene nel Bromsgrove Rovers con 66 presenze e 8 reti.
Nella stagione 2007-2008, ha giocato nel Hednesford Town, dove è sceso in campo 28 volte, segnando 4 reti.
Il 31 maggio 2008 ha firmato un contratto con il Chasetown, squadra con cui affronta la stagione calcistica 2008-2009.
Dopo un buon inizio, si infortuna e al ritorno, complice anche il buono stato di forma della squadra, fatica a ritrovare il posto. A fine ottobre accetta l'offerta di Karl Adams, un suo vecchio amico con cui ha giocato nel Kettering Town Football Club e nei Bromsgrove Rovers, e ora allenatore del Coleshill Town. Passa quindi in prestito per un mese alla squadra di Adams per ritrovare la condizione e d'altra parte fornire esperienza e qualità alla sua nuova squadra.

### Nazionale
È anche il capitano della Nazionale calcistica del Montserrat, nazione caraibica.
È stato il primo realizzatore di una rete nella storia della Nazionale del Montserrat. Era infatti il 19 marzo 2000, all'88' della partita di ritorno Repubblica Dominicana-Montserrat, valida per le qualificazioni ai mondiali del 2002, quando Dyer segnò la storica rete del 3-1 finale.